# Elias Nacle
Elias Nacle (Lençóis Paulista, 27 de janeiro de 1928 - 13 de novembro de 2000) foi um advogado e político brasileiro.
Filho de Jorge Nacle e de Adla Nacle. Casou com Irene Costa.
Em 1955 formou-se pela Faculdade de Direito da Universidade do Paraná.
Nas eleições de 1958 foi eleito deputado estadual pelo Paraná, pelo Partido Trabalhista Brasileiro (PTB), cumprindo o mandato de fevereiro de 1959 a janeiro de 1963. Nas eleições de outubro de 1962 foi eleito deputado federal pelo PTB. Com a extinção dos partidos políticos pelo Ato Institucional Número Dois e a posterior instauração do bipartidarismo, filiou-se à Aliança Renovadora Nacional (Arena). Candidatando-se à reeleição em novembro de 1966, obteve uma suplência de deputado federal e deixou a Câmara ao final da legislatura, em janeiro de 1967.